# Włochy na Zimowych Igrzyskach Olimpijskich 1994
Reprezentacja Włoch na Zimowych Igrzyskach Olimpijskich 1994 liczyła 104 zawodników - 78 mężczyzn i 26 kobiet, którzy wystąpili w jedenastu dyscyplinach sportowych. Reprezentanci tego kraju zdobyli łącznie dwadzieścia medali - siedem złotych, pięć srebrnych i osiem brązowych.
Najmłodszym włoskim zawodnikiem podczas ZIO 1994 była Barbara Baldissera (16 lat i 42 dni), a najstarszym - Maurilio De Zolt (43 lat i 156 dni).

## Medaliści
| Medal  | Zawodnicy                                                          | Dyscyplina            | Konkurencja                      |
| ------ | ------------------------------------------------------------------ | --------------------- | -------------------------------- |
| Złoto  | Deborah Compagnoni                                                 | Narciarstwo alpejskie | Gigant kobiet                    |
| Złoto  | Maurilio De Zolt Marco Albarello Giorgio Vanzetta Silvio Fauner    | Biegi narciarskie     | Sztafeta mężczyzn                |
| Złoto  | Manuela Di Centa                                                   | Biegi narciarskie     | 15 km stylem dowolnym kobiet     |
| Złoto  | Manuela Di Centa                                                   | Biegi narciarskie     | 30 km stylem klasycznym kobiet   |
| Złoto  | Kurt Brugger Wilfried Huber                                        | Saneczkarstwo         | Dwójki mężczyzn                  |
| Złoto  | Gerda Weissensteiner                                               | Saneczkarstwo         | Jedynki kobiet                   |
| Złoto  | Maurizio Carnino Orazio Fagone Hugo Herrnhof Mirko Vuillermin      | Short track           | Sztafeta mężczyzn                |
| Srebro | Alberto Tomba                                                      | Narciarstwo alpejskie | Slalom mężczyzn                  |
| Srebro | Manuela Di Centa                                                   | Biegi narciarskie     | 5 km stylem klasycznym kobiet    |
| Srebro | Manuela Di Centa                                                   | Biegi narciarskie     | Bieg łączony kobiet              |
| Srebro | Hansjörg Raffl Norbert Huber                                       | Saneczkarstwo         | Dwójki mężczyzn                  |
| Srebro | Mirko Vuillermin                                                   | Short track           | 500 m mężczyzn                   |
| Brąz   | Isolde Kostner                                                     | Narciarstwo alpejskie | Zjazd kobiet                     |
| Brąz   | Isolde Kostner                                                     | Narciarstwo alpejskie | Supergigant kobiet               |
| Brąz   | Günther Huber Stefano Ticci                                        | Bobsleje              | Dwójki mężczyzn                  |
| Brąz   | Marco Albarello                                                    | Biegi narciarskie     | 10 km stylem klasycznym mężczyzn |
| Brąz   | Silvio Fauner                                                      | Biegi narciarskie     | Bieg łączony mężczyzn            |
| Brąz   | Stefania Belmondo                                                  | Biegi narciarskie     | Bieg łączony kobiet              |
| Brąz   | Bice Vanzetta Manuela Di Centa Gabriella Paruzzi Stefania Belmondo | Biegi narciarskie     | Sztafeta kobiet                  |
| Brąz   | Armin Zöggeler                                                     | Saneczkarstwo         | Jedynki mężczyzn                 |

## Wyniki reprezentantów Włoch

### Biathlon
Mężczyźni
- Pieralberto Carrara

sprint - 23. miejsce
bieg indywidualny - 15. miejsce
- Patrick Favre

bieg indywidualny - 22. miejsce
- Wilfried Pallhuber

sprint - 24. miejsce
bieg indywidualny - 20. miejsce
- Johann Passler

sprint - 13. miejsce
- Andreas Zingerle

sprint - 44. miejsce
bieg indywidualny - 6. miejsce
- Patrick Favre
Johann Passler
Pieralberto Carrara
Andreas Zingerle

sztafeta - 6. miejsce
Kobiety
- Nathalie Santer

sprint - 7. miejsce
bieg indywidualny - 25. miejsce

### Biegi narciarskie
Mężczyźni
- Marco Albarello

10 km stylem klasycznym - 
Bieg łączony - 10. miejsce
- Silvio Fauner

10 km stylem klasycznym - 8. miejsce
Bieg łączony - 
30 km stylem dowolnym - 7. miejsce
50 km stylem klasycznym - 11. miejsce
- Gianfranco Polvara

30 km stylem dowolnym - DNF
50 km stylem klasycznym - 31. miejsce
- Fulvio Valbusa

10 km stylem klasycznym - 29. miejsce
Bieg łączony - 22. miejsce
- Giorgio Vanzetta

10 km stylem klasycznym - 15. miejsce
Bieg łączony - 9. miejsce
30 km stylem dowolnym - 14. miejsce
50 km stylem klasycznym - 8. miejsce
- Maurilio De Zolt

30 km stylem dowolnym - 5. miejsce
50 km stylem klasycznym - 7. miejsce
- Maurilio De Zolt
Marco Albarello
Giorgio Vanzetta
Silvio Fauner

sztafeta - 
Kobiety
- Stefania Belmondo

5 km stylem klasycznym - 13. miejsce
Bieg łączony - 
15 km stylem dowolnym - 4. miejsce
- Manuela Di Centa

5 km stylem klasycznym - 
Bieg łączony - 
15 km stylem dowolnym - 
30 km stylem klasycznym - 
- Gabriella Paruzzi

5 km stylem klasycznym - 24. miejsce
Bieg łączony - 18. miejsce
15 km stylem dowolnym - 12. miejsce
30 km stylem klasycznym - 30. miejsce
- Guidina Dal Sasso

30 km stylem klasycznym - 17. miejsce
- Sabina Valbusa

15 km stylem dowolnym - 26. miejsce
- Bice Vanzetta

5 km stylem klasycznym - 19. miejsce
Bieg łączony - 34. miejsce
- Bice Vanzetta
Manuela Di Centa
Gabriella Paruzzi
Stefania Belmondo

sztafeta - 

### Bobsleje
Mężczyźni
- Günther Huber, Stefano Ticci

Dwójki - 
- Pasquale Gesuito, Antonio Tartaglia

Dwójki - 9. miejsce
- Günther Huber, Antonio Tartaglia, Bernhard Mair, Mirco Ruggiero

Czwórki - 9. miejsce
- Pasquale Gesuito, Paolo Canedi, Silvio Calcagno, Marcantonio Stiffi

Czwórki - 22. miejsce

### Hokej na lodzie
Mężczyźni
- Mike De Angelis, Patrick Brugnoli, Jimmy Camazzola, Bruno Campese, Toni Circelli, Luigi Da Corte, David Delfino, Stephan Figliuzzi, Phil Di Gaetano, Alexander Gschliesser, Leo Insam, Emilio Iovio, Maurizio Mansi, Robert Oberrauch, Gaetano Orlando, Martin Pavlu, Roland Ramoser, Mike Rosati, Vezio Sacratini, Bill Stewart, Lino De Toni, Lucio Topatigh, Bruno Zarrillo - 9. miejsce

### Kombinacja norweska
Mężczyźni
- Andrea Cecon

Gundersen - 33. miejsce
- Andrea Longo

Gundersen - 44. miejsce
- Simone Pinzani

Gundersen - 49. miejsce
- Andrea Cecon, Andrea Longo, Simone Pinzani

Drużynowo - 11. miejsce

### Łyżwiarstwo szybkie
Mężczyźni
- Davide Carta

500 m - 32. miejsce
1000 m - 38. miejsce
1500 m - 34. miejsce
- Alessandro De Taddei

500 m - 29. miejsce
1000 m - 30. miejsce
1500 m - DNF
- Roberto Sighel

1000 m - 25. miejsce
1500 m - 12. miejsce
5000 m - 15. miejsce
10 000 m - 15. miejsce
Kobiety
- Elena Belci

1500 m - 12. miejsce
3000 m - DNF
5000 m - 4. miejsce
- Elisabetta Pizio

1500 m - 29. miejsce
3000 m - 18. miejsce

### Narciarstwo alpejskie
Mężczyźni
- Norman Bergamelli

gigant - 6. miejsce
slalom - DNF
- Luigi Colturi

zjazd - 21. miejsce
- Alessandro Fattori

supergigant - DNF
kombinacja - DNF
- Kristian Ghedina

zjazd - 20. miejsce
kombinacja - 16. miejsce
- Gerhard Königsrainer

gigant - 10. miejsce
- Gianfranco Martin

gigant - 29. miejsce
kombinacja - 15. miejsce
- Werner Perathoner

supergigant - 5. miejsce
- Peter Runggaldier

zjazd - 12. miejsce
supergigant - 15. miejsce
- Fabrizio Tescari

slalom - DNF
- Alberto Tomba

gigant - DNF
slalom - 
- Pietro Vitalini

zjazd - 13. miejsce
supergigant - 16. miejsce
- Angelo Weiss

slalom - 8. miejsce
Kobiety
- Deborah Compagnoni

supergigant - 17. miejsce
gigant - 
slalom - 10. miejsce
- Morena Gallizio

zjazd - 14. miejsce
supergigant - 5. miejsce
gigant - DNF
slalom - 9. miejsce
kombinacja - 4. miejsce
- Isolde Kostner

zjazd - 
supergigant - 
kombinacja - DNF
- Lara Magoni

gigant - 7. miejsce
slalom - 16. miejsce
- Barbara Merlin

zjazd - 25. miejsce
kombinacja - 16. miejsce
- Sabina Panzanini

gigant - 15. miejsce
- Bibiana Perez

zjazd - DNF
supergigant - DNF
kombinacja - 12. miejsce
- Roberta Serra

slalom - 7. miejsce

### Narciarstwo dowolne
Mężczyźni
- Simone Mottini

jazda po muldach - 22. miejsce
- Walter Osta

jazda po muldach - 29. miejsce
- Freddy Romano

skoki akrobatyczne - 23. miejsce
- Alessandro Scottà

skoki akrobatyczne - 21. miejsce
Kobiety
- Silvia Marciandi

jazda po muldach - 10. miejsce
- Petra Moroder

jazda po muldach - 22. miejsce

### Saneczkarstwo
Mężczyźni
- Norbert Huber

jedynki - 4. miejsce
- Norbert Huber

jedynki - 6. miejsce
- Armin Zöggeler

jedynki - 
- Kurt Brugger
Wilfried Huber

dwójki - 5. miejsce
- Kurt Brugger
Wilfried Huber

dwójki - 
- Hansjörg Raffl
Norbert Huber

dwójki - 
Kobiety
- Natalie Obkircher

jedynki - 5. miejsce
- Gerda Weissensteiner

jedynki - 

### Short track
Mężczyźni
- Orazio Fagone

500 m - 31. miejsce
1000 m - 15. miejsce
- Mirko Vuillermin

500 m - 
1000 m - 21. miejsce
- Maurizio Carnino
Orazio Fagone
Hugo Herrnhof
Mirko Vuillermin

sztafeta - 
Kobiety
- Barbara Baldissera

500 m - 24. miejsce
- Marinella Canclini

500 m - 11. miejsce
1000 m - 15. miejsce
- Katia Colturi

1000 m - 22. miejsce
- Katia Mosconi

500 m - 18. miejsce
1000 m - 18. miejsce
- Barbara Baldissera
Marinella Canclini
Katia Colturi
Katia Mosconi
Mara Urbani

sztafeta - 4. miejsce

### Skoki narciarskie
Mężczyźni
- Roberto Cecon

Skocznia normalna - 19. miejsce
Skocznia duża - 16. miejsce
- Ivan Lunardi

Skocznia normalna - 32. miejsce
Skocznia duża - 20. miejsce
- Ivo Pertile

Skocznia normalna - 31. miejsce
Skocznia duża - 32. miejsce
- Roberto Cecon
Ivo Pertile
Ivan Lunardi
Andrea Cecon

drużynowo - 8. miejsce